# Andy Barclay
(Andy prima di bruciare Chucky nel primo film)
(Andy prima di sparare in faccia Chucky con un fucile nel finale del sesto film)
Andrew William "Andy" Barclay è un personaggio immaginario e protagonista della serie di film horror La bambola assassina. È un ragazzino che, dopo aver ricevuto un bambolotto Good Guy per il suo sesto compleanno, è il principale sospettato di una serie di misteriosi omicidi. In realtà gli omicidi vengono commessi dal bambolotto, che era posseduto dal serial killer Charles Lee Ray (alias Chucky). Andy è diventato uno dei due arcinemici del bambolotto assassino (l'altro era Jake Wheeler, dopo di lui). Egli è interpretato dall'attore Alex Vincent nell'originale La bambola assassina, Justin Whalin in La bambola assassina 3 e Gabriel Bateman nel reboot del 2019. Viene menzionato, ma non appare in La sposa di Chucky e Il figlio di Chucky.

## Storia

### La bambola assassina(1988)
Andy Barclay vorrebbe, come regalo per il suo sesto compleanno, una bambolotto "Tipo Bello" ("Good Guy" in originale). Tuttavia, questo tipo di bambolotti sono troppo costosi per lo stipendio di sua madre Karen, la quale alla fine gli regala dei vestiti sempre del marchio Tipi Bello. Vedendo la delusione di suo figlio, dopo che lei lo ha lasciato a scuola, Karen compra un bambolotto a 20 dollari da un venditore ambulante ignaro che il bambolotto è posseduto dall'anima di un serial killer di nome Charles Lee Ray. Karen porta il bambolotto a casa da Andy, che è molto felice di avere un nuovo migliore amico.
Mentre Karen deve tornare al lavoro, la sua migliore amica Maggie si offre volontaria per fare da babysitter ad Andy. La notte trascorre tranquilla fino a quando Maggie gli dice che è ora di andare a letto. Andy dice che la sua bambola, Chucky, vuole restare alzata per guardare il telegiornale delle 21:00. Pensando che stia scherzando, lei lo manda a lavarsi i denti, ma lo riprende di nuovo quando trova Chucky sul divano con la TV accesa. Dopo aver messo a letto Andy, Maggie si mette a leggere un libro. Più tardi quella notte, quando Maggie muore cadendo dalla finestra schiantandosi su un'auto, Andy viene interrogato dal detective Mike Norris circa l'accaduto. Tornata a casa Karen si arrabbia con Norris il quale allude al fatto che il bambino abbia qualcosa a che fare con la morte di Maggie. La donna caccia i detective da casa e poi va a controllare suo figlio e lo vede parlare con la sua bambola. Questo le fa pensare che sia innocente fino a quando Andy dice che la bambola gli ha detto: "Zia Maggie era una strega e ha ottenuto ciò che si meritava."
Il giorno dopo, Chucky chiede ad Andy di portarlo a casa del suo ex complice Eddie Caputo. Mentre Andy va a urinare, Chucky fa saltare in aria l'edificio, uccidendo Eddie. Interrogato dalla polizia, Andy afferma che è stato Chucky a provocare l'esplosione e viene quindi portato all'ospedale psichiatrico infantile. Nella sua stanza d'ospedale, Andy sente Chucky salire le scale e urla chiedendo aiuto al dottor Ardmore, il quale però non fa nulla. Andy fugge dalla sua stanza e si rifugia in una sala operatoria, seguito da Chucky. Dopo essere stato buttato a terra da Chucky, prende un bisturi e si prepara a difendersi. Tuttavia, viene trovato dal Dr. Ardmore che lo rimette a letto. Quando Andy afferma che Chucky è nella stanza, il dottore decide di sedarlo ma prima che possa farlo, Chucky uccide il dottor Ardmore, permettendo ad Andy di fuggire dall'ospedale.
Andy torna a casa, ma Chucky lo segue e lo colpisce con una mazza da baseball facendogli perdere i sensi. Poi Chucky inizia il rituale per trasferire la sua anima nel corpo del bambino. Fortunatamente Norris e Karen fanno irruzione appena in tempo per salvare Andy. Dopo una breve lotta, Karen getta Chucky nel camino ed Andy gli dà fuoco. Tuttavia Chucky è ancora vivo e sebbene completamente carbonizzato si mette a dare la caccia ad Andy che corre a nascondersi in camera da letto. Karen spara più volte a Chucky facendogli cadere la testa. Alla fine ci penserà Norris ad eliminare Chucky sparandogli al cuore.

### La sposa di Chucky
Andy viene brevemente menzionato in un articolo di giornale intitolato "Ragazzo afferma che la bambola è posseduta dall'anima dell'assassino".

### Il figlio di Chucky
Andy è indirettamente menzionato da Chucky durante il suo discorso "cosa c'è di così bello nell'essere umani comunque" facendo riferimento alle sue numerose vittime e nemici.

### La maledizione di Chucky
Sei mesi dopo che Chucky ha attaccato Nica, Andy adulto riceve un pacco e lo porta dentro. Prima di aprirlo, riceve una telefonata da sua madre, Karen. Mentre Andy parla della sua cena di compleanno a casa di Karen, Chucky esce dalla scatola. Pronto a uccidere, Chucky si gira, solo per vedere Andy che gli punta un fucile direttamente alla faccia. Poco dopo Andy spara a Chucky.

### Chucky (serie televisiva)
Dopo gli eventi del film Il culto di Chucky, nel primo episodio della serie Chucky, Andy telefona a Jake Wheeler dopo che il ragazzo ha messo online un avviso di vendita di una bambolotto Tipo Bello. Andy informa Jake che se il nome della bambola è Chucky vuol dire che si tratta di un bambolotto posseduto e come prova di quanto afferma gli dice di controllare se ha le batterie.
Nel sesto episodio della serie, Andy e sua sorella adottiva, Kyle, sono visti dare la caccia alle restanti bambolotti posseduti da Chucky. Dopo essere entrato in una casa, Chucky si rivela ad Andy mentre tenta di uccidere una bambina. Andy spara a Chucky alla testa con la sua pistola e poi continua a sparargli insieme a Kyle fino a quando Chucky non è finalmente morto.
Più tardi nello stesso episodio, Andy viene contattato da Jake e Devon nella speranza di ottenere da lui un aiuto per eliminare Chucky. Andy e Kyle chiedono a Jake dove si trova e a quante persone il ragazzo ha parlato della bambola assassina affermando che tutti quanti coloro che sanno di Chucky sono in pericolo.

## Interprete
| La bambola assassina | La bambola assassina 2 | La bambola assassina 3 | La sposa di Chucky | Il figlio di Chucky | La maledizione di Chucky | Il culto di Chucky | Chucky       | La bambola assassina |
| -------------------- | ---------------------- | ---------------------- | ------------------ | ------------------- | ------------------------ | ------------------ | ------------ | -------------------- |
| Alex Vincent         | Alex Vincent           | Justin Whalin          | Non compare        | Non compare         | Alex Vincent (cameo)     | Alex Vincent       | Alex Vincent | Gabriel Bateman      |

## Altre apparizioni
- Nel 1991, Andy è apparso in tre numeri (1, 2 e 5) dei fumetti "Child's Play", basati sul primo film. Era anche in tutti i numeri basati su La bambola assassina 2 nel 1992 e tutti quelli basati su La bambola assassina 3 nel 1993.[2]
- Andy appare nella novelization de La bambola assassina 2 e nella novelization di La bambola assassina 3.[3]
- Nel 1999, clip di Andy vengono mostrate nella serie televisiva Where Are They Now?, come parte dell'episodio Horror Movie Stars.[4]
- Andy è mostrato nel documentario Evil Comes in Small Packages, che è stato incluso come contenuto speciale nell'edizione del 20º anniversario de La bambola assassina nel 2008.[5]
- Scene d'archivio di Andy sono mostrate nel documentario horror del 2001 Boogeymen: The Killer Compilation.